# 佐賀県道28号嬉野塩田線
佐賀県道28号嬉野塩田線（さがけんどう28ごう うれしのしおたせん）は、佐賀県嬉野市を通る県道（主要地方道）である。

## 概要
佐賀県嬉野市嬉野町大字下宿甲から嬉野市塩田町大字馬場下甲に至る。終点付近に嬉野市役所がある。

### 路線データ
- 起点：佐賀県嬉野市嬉野町大字下宿甲（嬉野町一位原交差点、国道34号交点）
- 終点：佐賀県嬉野市塩田町大字馬場下甲（嬉野市役所前交差点、国道498号交点、佐賀県道330号武雄塩田線終点）

## 歴史
- 1993年（平成5年）5月11日 - 建設省から、県道嬉野塩田線が嬉野塩田線として主要地方道に指定される[1]。

## 路線状況

### 道路施設

#### 橋梁
- 式浪橋（小田志（こたじ）川、嬉野市）
- 万歳橋（嬉野市）
- 塩吹橋（鍋野川、嬉野市）

## 地理

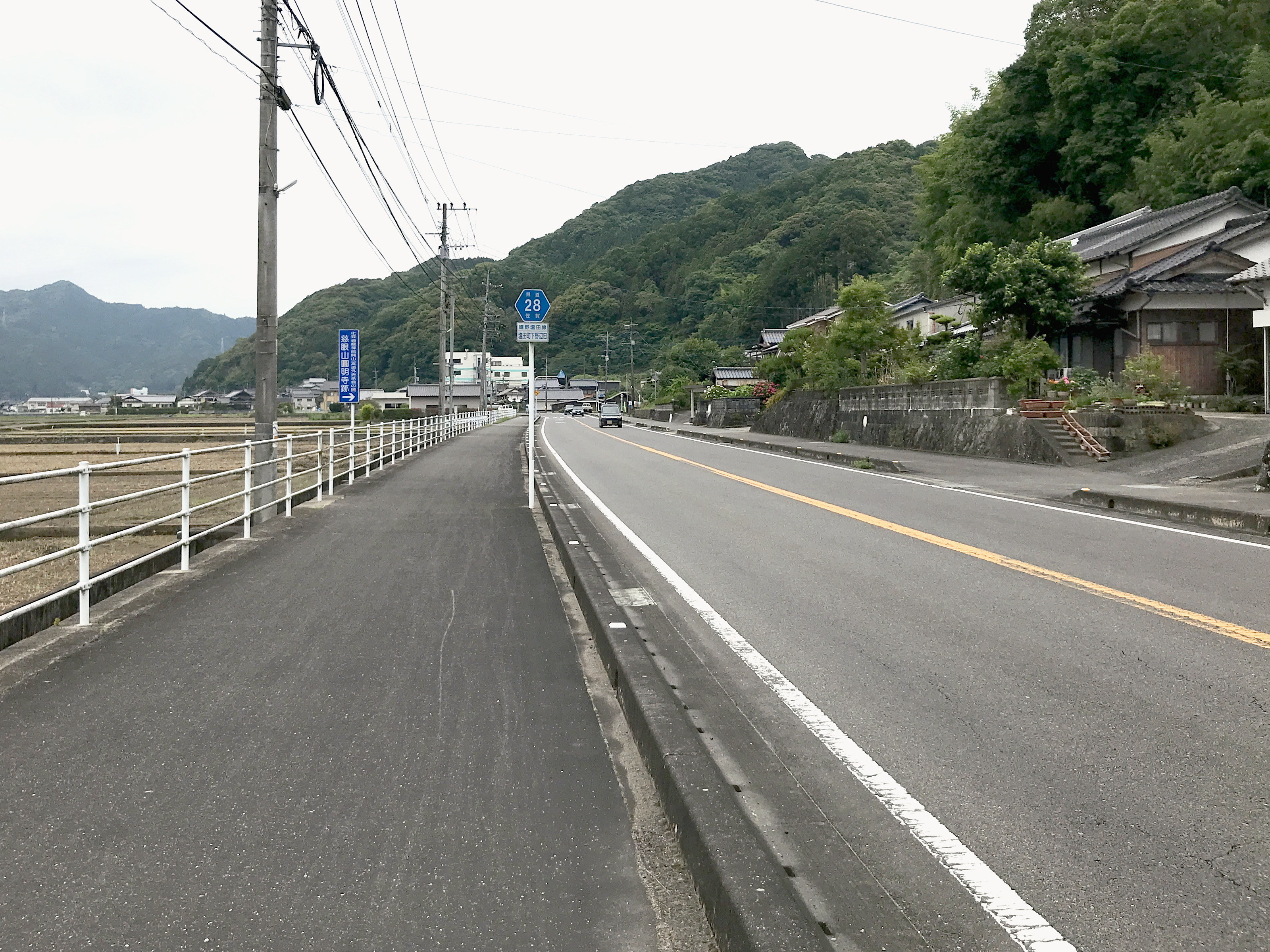
嬉野市塩田町下野辺田から嬉野町方面

### 通過する自治体
- 嬉野市

### 交差する道路
| 交差する道路                                                     | 交差する場所       | 交差する場所              |
| ---------------------------------------------------------------- | ------------------ | ------------------------- |
| 国道34号                                                         | 嬉野町大字下宿甲   | 嬉野町一位原交差点 / 起点 |
| 佐賀県道・長崎県道102号塩田波佐見線                              | 塩田町大字大草野丙 | 五代交差点                |
| 国道498号 佐賀県道208号大木庭武雄線 重複 佐賀県道330号武雄塩田線 | 塩田町大字馬場下甲 | 嬉野市役所前交差点 / 終点 |

### 沿線
- 嬉野市立大草野小学校
- 嬉野市立塩田小学校
- 佐賀県立嬉野高等学校 塩田校舎
- 嬉野市役所 塩田庁舎
- 塩田津の町並み（重要伝統的建造物群保存地区）